# Pak Il
Pak Il (* 6. Februar 1992) ist ein ehemaliger nordkoreanischer Eishockeytorwart.

## Karriere
Pak Il trat international erstmals bei der U20-Weltmeisterschaft 2010 in Erscheinung, als er für Nordkorea in der Division III auf dem Eis stand und mit seiner Mannschaft hinter Australien und Island Rang drei unter sieben Teams belegte. Auch im Folgejahr stand er für die Nordkoreaner bei der U20-Weltmeisterschaft in der Division III im Kasten.
Mit der Herren-Nationalmannschaft nahm er an den Weltmeisterschaften der Division III 2014 und 2015, als er die wenigsten Gegentore pro Spiel zuließ und auch die beste Fangquote erreichte, teil. Nachdem 2014 hinter Bulgarien noch der Aufstieg verpasst wurde, stiegen die Nordkoreaner durch Paks gute Torwartleistungen und einen 4:3-Erfolg im entscheidenden Spiel gegen Gastgeber Türkei nach vier Jahren wieder in die Division II auf. Dort spielte er dann bei den Weltmeisterschaften 2016, 2017, als er zum besten Spieler seiner Mannschaft gewählt wurde, 2018 und 2019. Anschließend beendete er seine Karriere.
Auf Vereinsebene spielt Pak für Pyeongchul in der nordkoreanischen Eishockeyliga.

## Erfolge und Auszeichnungen
- 2015 Aufstieg in die Division II, Gruppe B, bei der Weltmeisterschaft der Division III
- 2015 Beste Fangquote und geringster Gegentorschnitt bei der Weltmeisterschaft der Division III